# باریش
شهر باریش (به روسی: Барыш) در کشور روسیه و در اوبلاست اولیانوفسک واقع شده‌است.